# Sędowin
Sędowin – staropolskie imię męskie z regionu Pomorza, złożone z dwóch członów: Sędo- ("sądzić") i -win, prawdopodobnie równoważnego znaczeniowo członowi "wuj". W takim razie byłby to pomorski wariant imienia Sędziwuj.
Zobacz też:
- Sędek (województwo świętokrzyskie)